# Chrinnenhorn
Das Chrinnenhorn ist ein 2736,5 m ü. M. hoher Gipfel am Westgrat des Wetterhorns bei Grindelwald im Schweizer Kanton Bern.

## Wanderweg

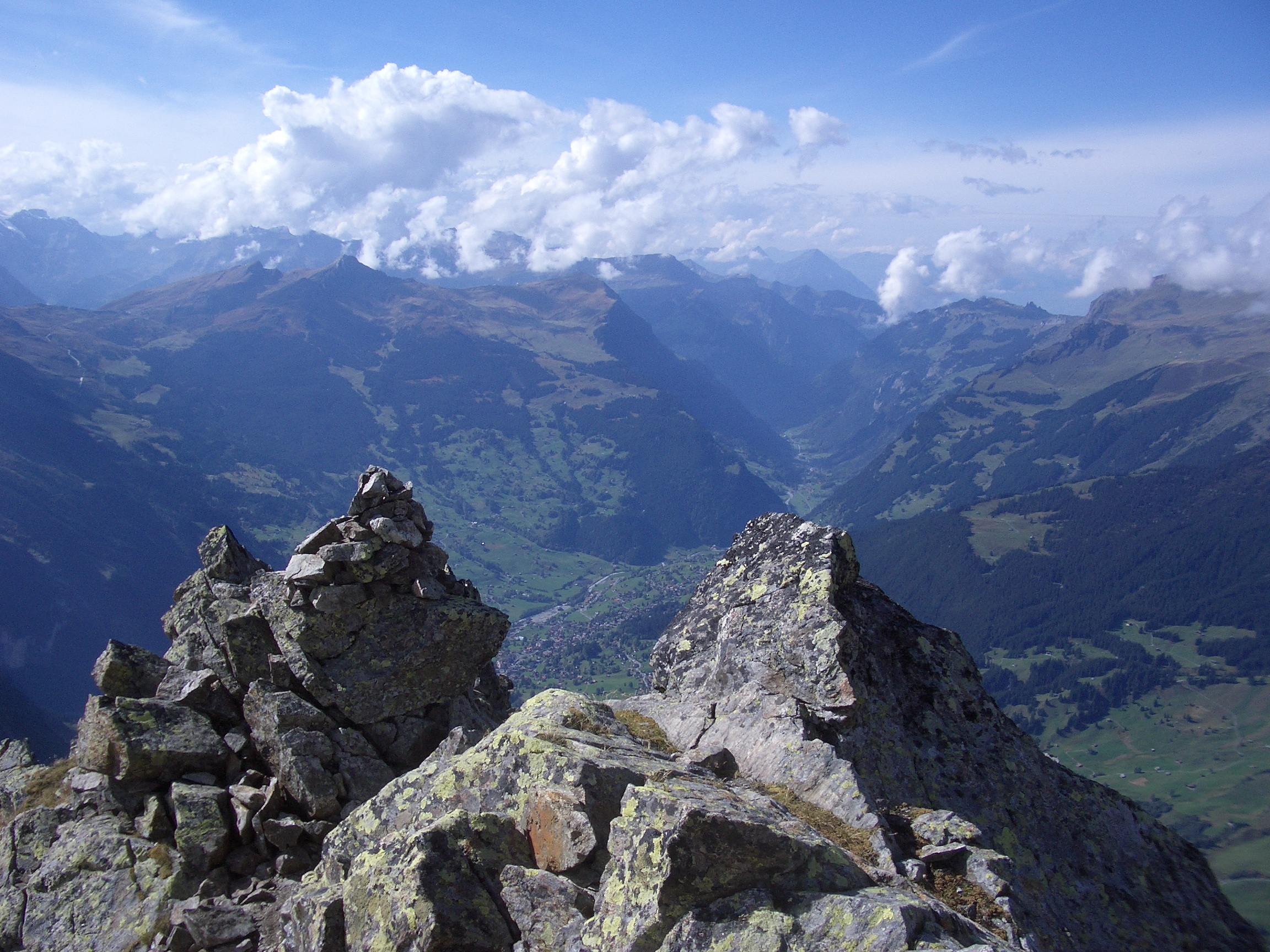
Tiefblick vom Chrinnenhorn

Der Berg kann in vier Stunden von Grindelwald über die Glecksteinhütte erwandert werden.
Der Wanderweg führt von der Bushaltestelle Gleckstein über den steil abfallenden Ischpfad zur 2300 m hoch gelegenen Glecksteinhütte. Bis hierhin benötigt man etwa 2,5 Stunden. Über eine Moräne gelangt man weiter zum Gipfel, was zusätzlich etwa 1,5 Stunden beansprucht. Nach der SAC-Wanderskala ist der Schwierigkeitsgrad der Wanderetappe bis zur Hütte T3, der Aufstieg zum Gipfel wird mit T4 bewertet.